# Tephrosia uniovulata
Tephrosia uniovulata là một loài thực vật có hoa trong họ Đậu. Loài này được F.Muell. miêu tả khoa học đầu tiên.